# Miña terra galega
«Miña terra galega» («Mi tierra gallega») es una canción del grupo gallego Siniestro Total, grabada y publicada en 1984. Es una versión de la canción «Sweet Home Alabama» del grupo estadounidense Lynyrd Skynyrd, uno de los favoritos de los integrantes de Siniestro Total. La letra fue compuesta por Julián Hernández, entonces batería del grupo. Como el resto de temas de Menos mal que nos queda Portugal, la canción se grabó en los estudios Trak de Madrid, con Paco Trinidad como productor, en septiembre de 1984. Los arreglos fueron del propio Hernández y del resto de componentes del grupo, Miguel Costas (guitarra y voz) y Alberto Torrado (bajo). «Miña terra galega» es uno de los temas más conocidos del grupo y, según Julián Hernández, una de las canciones de Siniestro Total con más repercusión, definida un himno.

## Composición

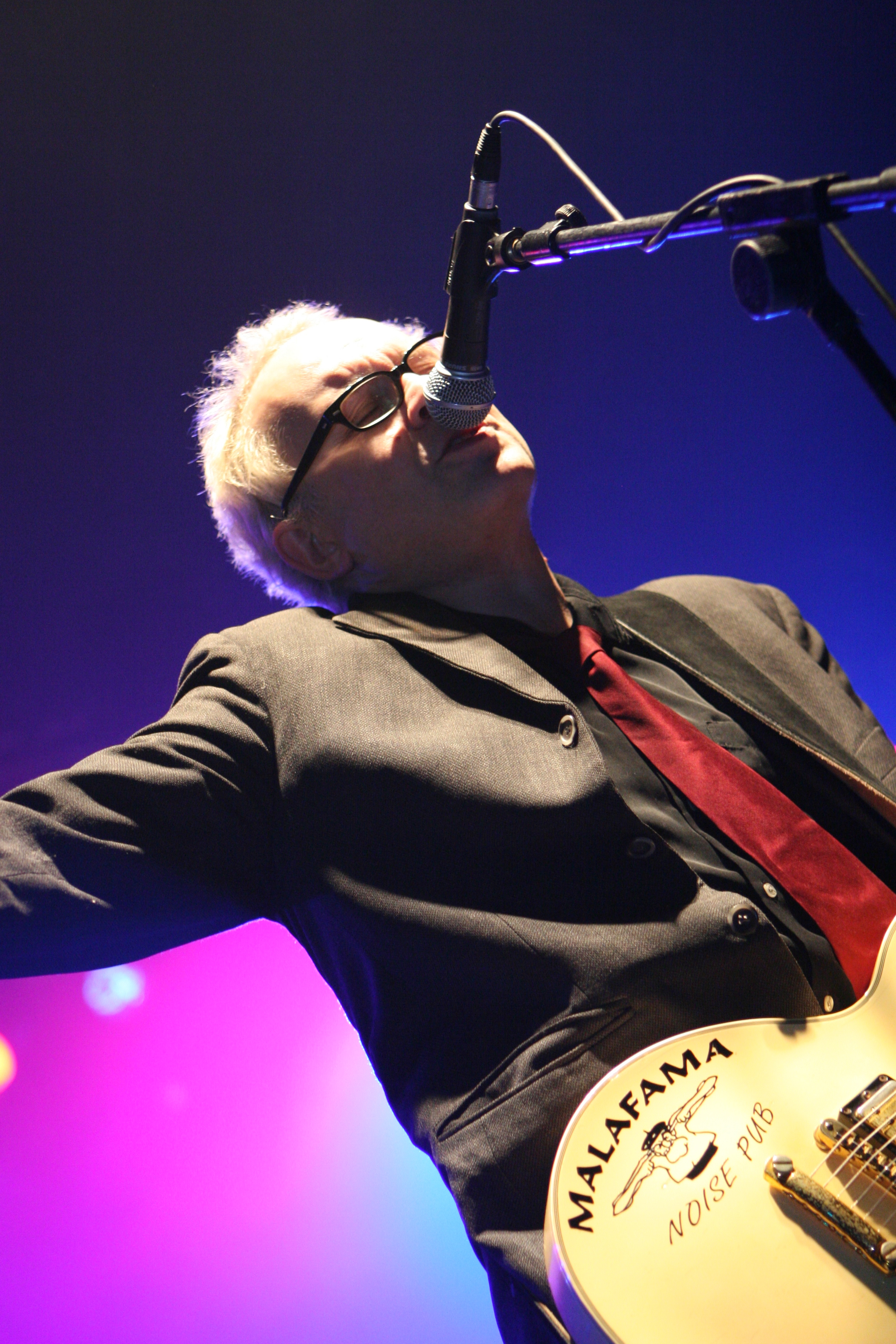
Julián Hernández en un concierto de Siniestro Total en la sala Razzmatazz de Barcelona en diciembre de 2008. Julián Hernández, líder y uno de los fundadores del grupo, es el autor de la letra de «Miña terra galega».

La letra de la canción fue compuesta por Julián Hernández, entonces batería del grupo. Según ha contado el propio Hernández, el origen de la canción estuvo en una fiesta que tuvo lugar en la Escuela de Caminos de Madrid en la que uno de los grupos versionaba a Lynyrd Skynyrd. Allí Pepo Fuentes, amigo de Hernández, y posteriormente road manager, portadista y ayudante de producción de Siniestro, se percató de que la expresión «Miña terra galega» tenía un número de sílabas y una acentuación idéntica a la de «Sweet Home Alabama». Eso motivó a Hernández para escribir una canción que tocar en el Rock Ola de Madrid en un concierto programado para unas semanas después, concretamente el 5 de mayo de 1984, con el propósito de "molestar a los modernos que odiaban esa clase de rock americano de los setenta". Poco después, Hernández se encontraba en el hall del hotel Riazor de La Coruña, y aprovechó para escribir la letra de la canción en una servilleta de papel. Lo hizo en apenas un cuarto de hora.
La única similitud explícita entre las letras de «Miña terra galega» y «Sweet Home Alabama» se encuentra en el estribillo, en el que la Alabama «donde el cielo es tan azul» (where the skies are so blue) se ve sustituida por la Galicia «donde el cielo es siempre gris».

## Temática

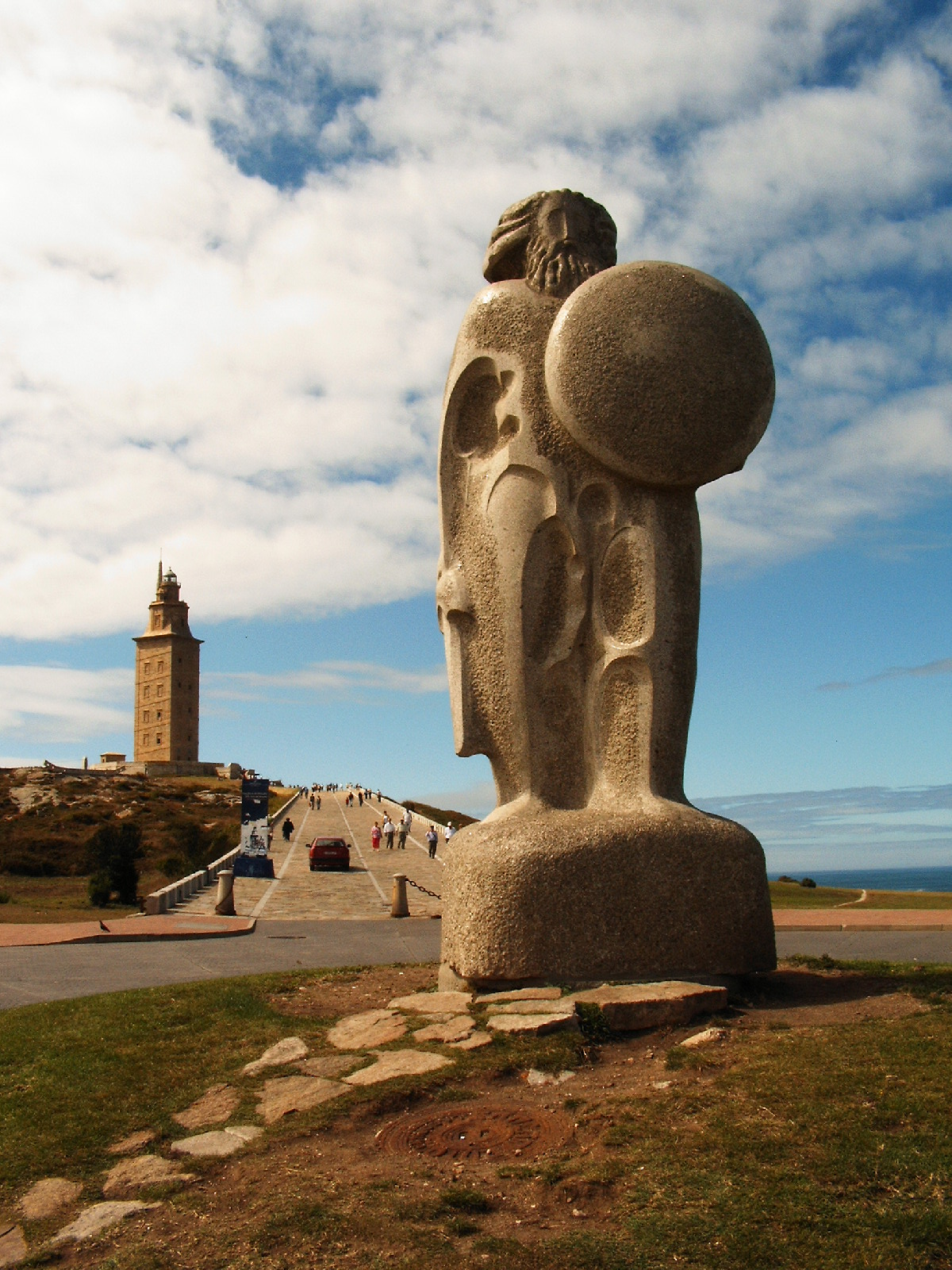
Estatua de Breogán, en La Coruña. El legendario rey celta galaico-irlandés Breogán es uno de los símbolos de Galicia nombrados en «Miña terra galega».

El periodista musical Jesús Ordovás, autor de Siniestro Total. Apocalipsis con grelos, describió la canción como "el canto a Galicia más bello desde el Nós de Castelao". También ha sido definida como el "himno no oficial de Galicia". El propio Hernández dice del tema que "era como una postal de Galicia, [..] como una de esas fotos con la Torre de Hércules, gaiteros y empanadas", con diversos símbolos de Galicia.
La estructura de la canción consiste en dos partes unidas por un estribillo. La primera parte incluye fundamentalmente menciones a estereotipos de los gallegos. La segunda consiste en una lista de cosas que el emigrante gallego echa de menos, estructurada en pares de elementos contrapuestos. Así, Miña terra galega incluye menciones a la emigración (personificada en un emigrante gallego a "una isla del Caribe" -en previsible alusión a Cuba, destino de una importante emigración gallega a comienzos del siglo XX-), la lluvia, el "dolor" de Breogán (el mítico rey celta de Gallaecia), la morriña, las muñeiras (composición musical popular de Galicia y su danza correspondiente), las gaitas, la literatura del "Rexurdimento" gallego, con la mención a Eduardo Pondal, autor de la letra del himno de Galicia (el poema Os pinos, de su obra Queixumes dos Pinos, en castellano "Quejadumbres de los pinos", a la que se refiere la frase Donde se quejan los pinos), los alalás (ritmo popular gallego de origen medieval), las zanfoñas (instrumento musical con fuerte arraigo en Galicia desde el Medievo) de Ortigueira (en referencia al festival de música celta que se celebra en la localidad), la Liga Armada Galega (un grupo terrorista galleguista de extrema izquierda activo en los primeros años ochenta en Galicia) y el pazo de Meirás (el pazo en conflicto judicial de propiedad con la familia Franco en Sada La Coruña, cedido al entonces jefe del Estado tras la Guerra Civil por "suscripción popular"). La canción también menciona a unos desconocidos "kafkianos del Jaján" (Xaxán en gallego). Hernández ha explicado que esta mención es una broma. Aunque el macizo del Jaján está en la orilla opuesta de la ría de Vigo, en Moaña, la expresión proviene de un oficial del taller de joyería del padre de Hernández, que la usaba sin saber quien era Kafka.
La canción ofrece algunas características de indefinición y contraposición. Por una parte, aunque toca casi todos los elementos de la galicidad, no ofrece una directriz clara sobre cómo reaccionar a esta enumeración: no se sabe si debe producir emoción, orgullo, fervor patriótico o mera hilaridad (ante los elementos humorísticos de la canción). Por otra parte la mención a elementos tradicionales (como la música tradicional o la naturaleza) junto a elementos modernos y, en algunos casos contrapuestos, como el franquismo o los kafkianos, muestra la división de Galicia en dos modelos identitarios diferentes.

## «Miña terra galega» en la obra de Siniestro Total

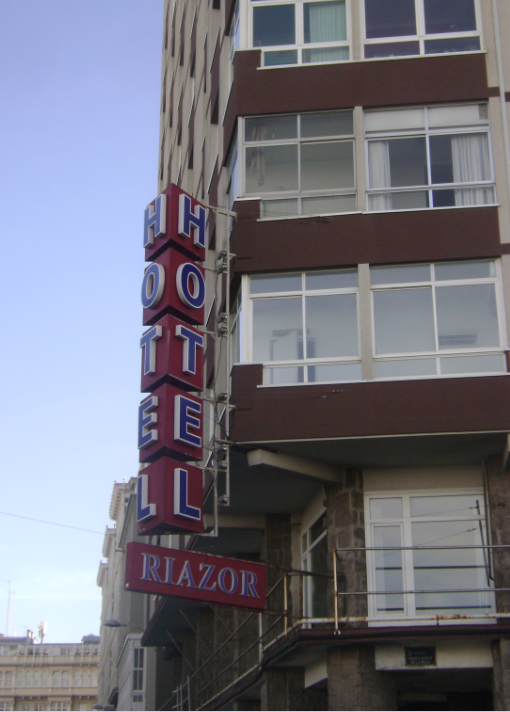
La canción fue escrita en el Hotel Riazor.

A pesar de su posterior éxito, «Miña terra galega» no fue ninguno de los sencillos de Menos mal que nos queda Portugal (lo fueron «Tipi dulce tipi», en 1984; «Te quiero», el mismo año; y «Si yo canto», en 1985), aunque sí apareció en un doble sencillo publicado con Os Resentidos en 1985 que incluía, además de «Miña terra galega», «Hey, hey, resistiré» de Os Resentidos y «O tren», también de Siniestro Total.
La canción ha mantenido su vigencia dentro del repertorio del grupo y, así, ha aparecido en todos los álbumes en directo:
- Ante todo mucha calma (BMG-Ariola, 1992);
- Así empiezan las peleas (Virgin, 1997);
- ¿Quiénes somos? ¿De dónde venimos? ¿A dónde vamos? (DRO Loquilandia, 2002), en el volumen I, ¿Quiénes somos? (la versión de ¿Quiénes somos? es la grabada en 2000 en Castrelos). En el volumen II, ¿De dónde venimos? aparece la versión original de 1984, en tanto que en el volumen III, ¿A dónde vamos?, aparece una versión de Antonio Dyaz[12] denominada Planeta prohibido;[13]
- Que parezca un accidente (Sony / BMG Loquilandia, 2008).

También es una de las canciones que formó la suite sinfónica «Land of opportunity», creada por el Taller Atlántico Contemporáneo y Siniestro Total, para celebrar su 30 aniversario, y que fue presentada en el festival de música clásica Via Stellae, celebrado en Santiago de Compostela en julio de 2011.
Asimismo, aparece en el recopilatorio publicado por DRO en 1992, Trabajar para el enemigo y en Gato por liebre, el recopilatorio de todas las versiones que Siniestro había hecho durante su etapa con DRO publicado por esta discográfica en 1997.